# 満天星大夜總会 -THE STAR DUST PARTY-
『満天星大夜總会』 -THE STAR DUST PARTY-（まんてんぼしだいよそうかい ザ・スター・ダスト・パーティ）は宝塚歌劇団のショー作品。宙組公演。
形式名は「レビューデラックス」。24場。
作・演出は齋藤吉正。併演作品は『傭兵ピエール』。

## 公演期間と公演場所
- 2003年2月21日 - 3月31日　宝塚大劇場[1]
- 2003年5月9日 - 6月22日　東京宝塚劇場[2]

## スタッフ
※氏名の後ろに「宝塚」、「東京」の文字がなければ両劇場共通。
- 作曲[1]・編曲[1]：高橋城、吉田優子、鞍富真一
- 音楽指揮：佐々田愛一郎（宝塚）[1]、大谷木靖（東京）[2]
- 振付[1]：羽山紀代美、小井戸秀宅、御織ゆみ乃、若央りさ、KAZUMI-BOY
- 装置：大橋泰弘[1]
- 衣装：有村淳[1]
- 照明：八木優和[1]
- 音響：加門清邦[1]
- 小道具：石橋清利[1]
- 効果：原田健二[1]
- 演出助手[1]：児玉明子、小柳奈穂子
- 音楽助手：青木朝子[1]
- 装置助手：國包洋子[1]
- 衣装助手：川崎千絵[1]
- 舞台進行：濱野文宏[1]
- 舞台美術製作：株式会社宝塚舞台[1]
- 演奏：宝塚オーケストラ（宝塚）[1]
- 演奏コーディネート：株式会社ダット・ミュージック（東京）[2]
- 制作[1]：福嶋康徳、北野靖

## 主な配役
※下記の配役は宝塚・東京共通。
- 純真青年、ドラゴンS、孫悟空、タンタン、詩人、白翼男S、フィナーレの紳士S、赤龍王 - 和央ようか[1]
- 孔雀S、HANACHANG、ミンミン、白翼女S、フィナーレの淑女S、赤龍姫 - 花總まり[1]
- ドラゴンA、ギャングS、新郎A、ジョー、白翼男A、フィナーレの紳士A、別れの歌手、赤龍S - 伊織直加[1]
- ドラゴンA、金閣、ギャングA、新郎A、星の青年、白翼男A、明星・男、赤龍男A - 水夏希[1]
- 孔雀A、愛人、マヌエラ、新婦A、星の少女、明星・女、赤龍女A - 彩乃かなみ[1]
- ドラゴンB、電影明星、ギャングB、新郎A、涛麗、三色龍、フィナーレの紳士 - 椿火呂花[1]
- 銀閣、サソリA - 寿つかさ[1]